# محمد أيوب خان (رئيس باكستان)
محمد أيوب خان عسكري ورئيس الجمهورية الإسلامية الباكستانية. ولد في المنطقة الشمالية من شبه جزيرة الهند، وبدأ حياته العملية ملتحقا بالجيش الهندي البريطاني ثم تولى رئاسة الجمهورية إثر انقلاب عسكري قام به. سلم الحكم سنة 1969 إلى الجيش بعد اضطرابات داخلية دامية أدت إلى تفتيت وحدة البلاد وقيام دولة بنغلاديش سنة 1971.

## الميلاد والنشأة
ولد محمد أيوب خان في 14 مايو/أيار 1907 في قرية ريحانة بالقرب من هاريبور هزارة في الهند. وهو أول طفل للزوجة الثانية لمير داد خان الذي كان له تأثير كبير على شخصية وتطلعات وسلوك ابنه محمد في الحياة.

## دراسته
التحق أولا بإحدى المدارس في سراي صالح ثم انتقل إلى مدرسة أخرى في هاريبور، وبعد اجتيازه امتحان القبول بالجامعة عام 1922 التحق أيوب بجامعة علي غار وقضى فيها أربع سنوات، وقبل حصوله على البكالوريوس رشح للكلية العسكرية الملكية في ساندهرست وسافر إلى إنجلترا عام 1926، وأتم تدريبه فيها.

## حياته العسكرية والسياسية
التحق أيوب خان بالجيش الهندي عام 1928 وحارب على جبهات مختلفة أثناء الحرب العالمية الثانية، وترقى من رائد إلى عقيد. وأثناء أحداث الشغب الطائفية عام 1947 اختير لمساعدة الجنرال بيت ريس في قوة حدود البنجاب، وإبان الاستقلال اختار أيوب خان الالتحاق بالجيش الباكستاني. وفي عام 1951 ترقى لرتبة جنرال وعين كأول قائد أعلى محلي للجيش الباكستاني.
كان أول انخراط لأيوب خان في السياسة عندما كان قائدا أعلى وعين في مجلس الوزراء الاتحادي الذي كان يقوده محمد علي بوغرا عام 1954 ومنح حقيبة وزارة الدفاع. وبصفته القائد الأعلى ووزير الدفاع لعب دورا رئيسيا في مفاوضات دخول باكستان في التحالفات العسكرية التي كانت تتزعمها الولايات المتحدة الأميركية، السنتو (منظمة التحالف المركزية) والسيتو (منظمة حلف دول جنوبي شرقي آسيا). وفي 7 أكتوبر/تشرين الأول 1958 استطاع إسكندر ميرزا بمساعدة أيوب خان فرض أول حكم عرفي في باكستان وعين أيوب خان كرئيس للحكم عرفي. ولكنهما لم يتكيفا مع بعضهما البعض لفترة طويلة، واستطاع أيوب خان سحب جميع السلطات من إسكندر ميرزا وعين نفسه رئيسا لباكستان بالإضافة إلى رئيس الحكم عرفي ثم رقى نفسه لرتبة المشير.
قابل الشعب تولي أيوب خان الحكم في باكستان بالترحيب بسبب القلق السياسي الذي كانت تواجهه الدولة منذ نشأتها عام 1947، وعقب تسلمه مقاليد الحكم سعى للتخلص من الفساد وحل المشاكل الاجتماعية الكثيرة مما زاد من شعبيته، ولكنه كان واعيا لحقيقة أنه لا يستطيع أن يحكم في ظل غطاء عسكري مدة طويلة ومن ثم عين لجنة دستورية برئاسة قاضي العدل شهاب الدين وتم تشكيل الدستور. وفي 8 يونيو/ حزيران 1962 رفعت الأحكام العرفية وطبق الدستور الجديد. ومع الانتخابات الرئاسية التي أجريت عام 1965 اكتسح أيوب خان معارضيه وشكك النقاد في نزاهة الانتخابات، خاصة وأن مرشح المعارضة فاطمة جناح كانت أصواتها أقل بكثير من شعبيتها التي كانت جلية خلال اللقاءات العامة قبل الانتخابات.

## اتجاه غربي وتدهور العلاقات مع الهند
وجه أيوب خان سياسة بلاده نحو الغرب، ودعم علاقته به، على الرغم من وجود رأي عام قوي يطالب بضرورة انتهاج سياسة الحياد، واتجه في الوقت نفسه إلى تعزيز علاقات باكستان مع الصين الشعبية،
كما اتسمت حقبة أيوب خان بثورة صناعية في الدولة. فقد ابتكر بيئة تشجع على إنشاء القطاع الخاص والصناعات الصغيرة والمتوسطة في باكستان، وهذا التوجه فتح آفاقا لفرص عمل جديدة مما أدى إلى ارتفاع الخط البياني الاقتصادي للبلاد، وقدم إصلاحات في مجالات التعليم والزراعة والقانون والإدارة وقوانين الأسرة وما إلى ذلك، وغير العاصمة من كراتشي إلى إسلام آباد عام 1962.
وكان كل شيء يسير على ما يرام حتى بداية الحرب الهندية الباكستانية عام 1965 التي أدت إلى تدهور سريع في اقتصاد البلاد.

## العلاقات مع الهند
ساءت العلاقات مع الهند، ووصلت إلى حد العداء، وكان أيوب خان يهدف من وراء ذلك إلى تقوية موقفه في صراعه مع الهند بسبب مشكلة كشمير، وكانت العلاقة بين الدولتين تزداد تدهورًا يومًا بعد يوم منذ أن انفصلت باكستان عن الهند في (27 رمضان 1366هـ= 14 أغسطس 1947م) بسبب مشكلة كشمير ذات الأغلبية المسلمة التي استولت عليها الهند، وتطور النزاع بين الدولتين إلى حرب بينهما نشبت بينهما في (جمادى الأولى 1385هـ= سبتمبر 1965م) واستمرت الحرب سبعة عشر يومًا، قام السلاح الجوي الباكستاني بدور حاسم في المعركة، وانتهى الأمر بالدولتين المتصارعتين إلى عقد اتفاق عرف باتفاق طقشند في (1368 هـ= 1966م) لكن بنوده كانت في صالح الهند.

## استقالة
غير أن مكانة أيوب خان في باكستان بدأت تضعف بسبب ازدياد المعارضين لسياسته، وزاد من قوتها انتقاد وزير الخارجية ذو الفقار علي بوتو للمعاهدة، وانتهى به الحال إلى الخروج من الوزارة، وكان من أقوى أركان الحكومة، وتأسيس حزب الشعب الاشتراكي سنة (1388هـ= 1968م)
بهدف إقصاء أيوب خان عن السلطة وتكونت أحزاب سياسية أخرى اجتمعت كلها على إسقاط حكومة أيوب خان.
وأخذت شعبية أيوب خان في الانهيار بإحساس قطاعات عريضة من الشعب الباكستاني بفشله في الحصول على تأييد عدد من الدول الإسلامية ذات الثقل الدولي، مثل مصر والجزائر في صراعه مع الهند، حيث بدا أن رابطة الإسلام بين باكستان وهذه الدول لم تمنعها من تأييد الهند، فضلاً عن عدم تأييد الدول الغربية له، في صراعه مع الهند، على الرغم من التزامه بسياسة الولاء للغرب.
وتدهور الموقف السياسي الداخلي بسبب اشتداد المعارضة واندلاع المظاهرات الطلابية الحاشدة، فاضطر أيوب خان إلى عقد حوار مع المعارضة سنة (1388هـ = 1968م) في مدينة «روالبندي» عرف بمؤتمر المائدة المستديرة، قدم فيه بعض التنازلات، وأعلن أنه لن يعيد ترشيح نفسه في انتخابات الرئاسة لفترة ثانية، وتعهد بإجراء بعض الإصلاحات السياسية، غير أن هذا المؤتمر لم يكتب له النجاح، لفشله في تحقيق رغبات الشعب ومطالبه، فاستمرت المظاهرات والاضطرابات، ولم يجد أيوب خان مفرًا من تقديم استقالته، واعتزال الحكم في (6 محرم 1389 هـ= 25 مارس 1969م)
وفي نهاية عام 1968 وصل استياء الشعب من حكومة أيوب مداه، وقامت المظاهرات ضده وشاعت الفوضى، ولم يكن أمام أيوب خان إلا أن يترك منصبه، فقدم استقالته في 25 مارس/آذار 1969.

## روابط خارجية
- محمد أيوب خان على موقع الموسوعة البريطانية (الإنجليزية)
- محمد أيوب خان على موقع مونزينجر (الألمانية)
- محمد أيوب خان على موقع إن إن دي بي (الإنجليزية)